# 680 هـ
680 هـ هي سنة في التقويم الهجري امتدت مقابِلة في التقويم الميلادي بين سنتي 1281 و1282.

## مواليد
- أورخان غازي
- الفاضل اليمني
- تاج الدين اليماني

## وفيات
- ابن الضائع
- جوبان القواس